# Moseley (cráter)
Moseley es un desgastado cráter de impacto que se encuentra sobre el limbo occidental de la Luna, justo al sur del cráter Bartels, y cerca del borde norte-noreste de Einstein. Debido a su ubicación, este cráter se ve lateralmente desde la Tierra, por lo que no se puede apreciar mucho detalle si no es desde vehículos en órbita. También puede ocultarse temporalmente debido a los efectos de la libración.
|  |

El borde exterior de este cráter se ha desgastado y erosionado debido a impactos posteriores. Muy poco del borde original permanece intacto, y su perímetro generalmente aparece como una cresta circular irregular que rodea el suelo interior. En contraste, el suelo del cráter es relativamente plano y sin rasgos destacables, con solo unos cuantos diminutos cráteres que marcan su superficie.

## Cráteres satélite
Por convención estos elementos se identifican en los mapas lunares colocando la letra en el lado del punto central del cráter más cercano a Moseley.
|         | \| Moseley \| Coordenadas \| Diámetro \| \| ------- \| ------------------------------- \| -------- \| \| C \| 22°13′N 88°31′O / 22.21, -88.52 \| 18,9 km \| \| D \| 22°52′N 87°39′O / 22.87, -87.65 \| 17,5 km \| |          |
| Moseley | Coordenadas | Diámetro |
| C       | 22°13′N 88°31′O / 22.21, -88.52 | 18,9 km  |
| D       | 22°52′N 87°39′O / 22.87, -87.65 | 17,5 km  |